# Neosemidalis (Neosemidalis) anguliceps
Neosemidalis (Neosemidalis) anguliceps is een insect uit de familie van de dwerggaasvliegen (Coniopterygidae), die tot de orde netvleugeligen (Neuroptera) behoort. 
Neosemidalis (Neosemidalis) anguliceps is voor het eerst wetenschappelijk beschreven door Meinander in 1972.